# جرد (اسطوره نورس)

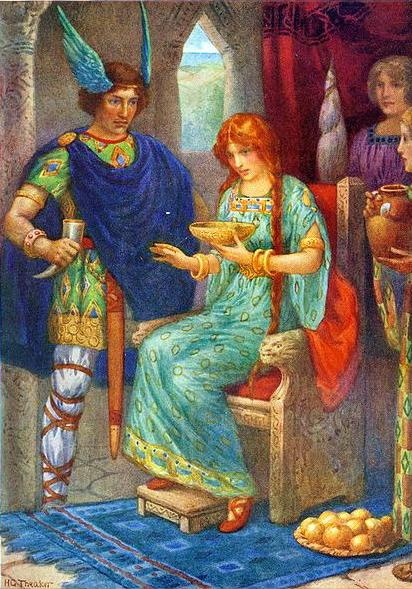
اسکرنر و جردا، نقاشی اثر هری جورج ثیکر

جِرد یا گِرد (به زبان نروژی باستان: Gerðr) در اساطیر اسکاندیناوی، یکی از یوتون‌ها، ایزدبانوی زیبای ساکن یوتون‌هایم، همسر فریر و دختر غولی به نام گایمر بود. او به عنوان ایزدبانوی زمین، تجسم شخصیت خاک حاصلخیز به شمار می‌رفت. جرد برخی مواقع با نام‌های جردا و گرث نیز شناخته می‌شود.
او به قدری زیبا بود که روشنایی بازوان برهنه او، زمین و دریاها را روشن می‌ساخت. جرد هرگز تمایل به ازدواج با فریر نداشت و پیشنهاد او مبنی بر ازدواج را رد کرد. بدین روایت فریر از برج دیدبانی هلیرزکیالف «Hlíðskialf» که معمولاً مقر اودین و همسرش فریگ بود، بالا می‌رفت و نظاره‌گر تمام جهان‌ها می‌شد. چنین شد که او در جانب شمال و جهان‌زیرین دوشیزه‌ای زیبا را در دربار غولی به نام گایمر مشاهده کرد و در زیبایی دختر که از کاخ پدر خویش بیرون می‌آمد حیران شده و به قدری شیفتهٔ او شد که از خوردن و نوشیدن بازماند. طبق داستان، فریر قاصد خود اسکرنر را در ازای اسبی که قادر به حرکت در تاریکی بود، و شمشیری جادویی که به خودی خود با غولان مبارزه می‌نمود، به سفری طولانی و پرمخاطره فرستاد تا گرد را از پدر وی برای فریر خواستگاری کند.
فریر این دو گنجینه را به او عطا کرد و اسکرنر نیز توسط اسب جادویی خود به سمت قلمرو غول‌ها به راه افتاد. او پس از سفری طولانی به سرزمین یوتون‌هایم و کاخ گایمر، پدر گرد رسید، اما حتی با اهدای یازده سیب زرین جوانی (یا سیب‌های جاودانگی) و همچنین حلقهٔ جادویی دروپنیر (که هر نه شب، نه حلقهٔ جدید همانند خود به وجود می‌آورد) نتوانست توجه گرد را جلب کند. چنین شد که اسکرنر با شمشیر فریر (که بعدها منجر به مرگ او به دست سورت در نبرد پایانی راگناروک شد) او را تهدید نمود، که جهان را با یخ خواهد پوشاند و توسط جادوی قدرتمندی زندگی گرد را با غم و اندوه پر خواهد کرد. اسکرنر سرانجام موفق شد گرد را راضی کند و او نیز بالاخره پذیرفت که پس از نه شب فریر را در جنگلی ملاقات نماید، و پس از آن همسرش شد. این روایت اسطوره‌ای با زاری و ناشکیبایی ایزد در طولانی بودن شب‌های هجر پایان می‌یابد.